# 沙托鲁区
沙托鲁区（法語：Arrondissement de Châteauroux）是法国安德尔省所辖的一个区。总面积2572.85平方公里，总人口130115，人口密度50人/平方公里（2018年）。主要城镇为沙托鲁。

## 辖区
沙托鲁区辖有84个市镇。